# Lou Ferrigno
Louis Jude Ferrigno (/fəˈrɪɡnoʊ/; sinh ngày 09/11/1951) là nam diễn viên, huấn luyện viên thể hình, cựu vận động viên thể hình người Mỹ. 

## Thời thơ ấu
Lou Ferrigno sinh ra tại Brooklyn, New York, là con trai của bà Victoria và ông Matt Ferrigno.